# Camp Rock (colonna sonora)
Camp Rock è la colonna sonora dell'omonimo film, distribuito dalla Disney il 20 giugno 2008 negli Stati Uniti.
Nella versione italiana la canzone This Is Me, in italiano Sono Io, è interpretata da Ariel e da Stefano Centomo. Nella versione spagnola la stessa canzone è cantata da Demi Lovato con il titolo di Lo Que Soy.

## Tracce
1. Cast di Camp Rock – We Rock – 3:12 (Greg Wells, Kara DioGuardi)
2. Jonas Brothers – Play My Music – 3:17 (Kara DioGuardi, Mitch Allan)
3. Joe Jonas – Gotta Find You – 4:01 (Adam Watts, Andy Nodd)
4. Jordan Francis – Start The Party – 3:00
5. Demi Lovato – Who Will I Be – 3:07 (Matthew Gerard, Robbie Nevil)
6. Demi Lovato e Joe Jonas – This Is Me – 3:09 (Adam Watts, Andy Dodd)
7. Jordan Francis e Roshon Fegan – Hasta La Vista – 2:36 (Kovasciar Myvette, Pam Sheyne, Toby Gad)
8. Renee Sandstrom – Here I Am – 3:45 (Jamie Houston)
9. Meaghan Martin – Too Cool – 2:50 (Pam Sheyne, Toby Gad)
10. Demi Lovato, Meaghan Martin e Aaryn Doyle – Our Time Is Here – 3:25 (Antonina Armato, Tim James)
11. Meaghan Martin – 2 Stars – 2:55 (Adam Anders, Nikki Hassman)
12. Aaryn Doyle – What It Takes – 2:41 (Antonina Armato, Tim James)

## Classifiche

### Classifiche settimanali
| Classifiche (2008) | Posizione massima |
| ------------------ | ----------------- |
| Australia          | 13                |
| Austria            | 3                 |
| Canada             | 2                 |
| Danimarca          | 27                |
| Francia            | 23                |
| Germania           | 9                 |
| Messico            | 2                 |
| Norvegia           | 10                |
| Nuova Zelanda      | 5                 |
| Portogallo         | 6                 |
| Spagna             | 2                 |
| Stati Uniti        | 3                 |
| Svizzera           | 32                |

### Classifiche di fine anno
| Classifica (2008) | Posizione |
| ----------------- | --------- |
| Stati Uniti       | 26        |
| Classifica (2009) | Posizione |
| Stati Uniti       | 188       |